# Haliplus tumidus
Haliplus tumidus är en skalbaggsart som beskrevs av Leconte 1880. Haliplus tumidus ingår i släktet Haliplus och familjen vattentrampare. Inga underarter finns listade i Catalogue of Life.